# Acytolepis plauta
Acytolepis plauta är en fjärilsart som beskrevs av Druce 1895. Acytolepis plauta ingår i släktet Acytolepis och familjen juvelvingar. Inga underarter finns listade i Catalogue of Life.